# Fighting Vipers 2
Fighting Vipers 2 — трёхмерный файтинг, разработанный Sega AM2. Игра вышла в 1998 году на аркадном автомате Sega Model 3. В 2001 году была портирована на Dreamcast. Является продолжением игры Fighting Vipers. Кроме персонажей из первой части, в Fighting Vipers 2 были добавлены новые персонажи: Эми, компьютерный хакер, которая борется в собственноручно разработанной броне и BMX райдер Чарли. Также есть два открываемых новых персонажа: мексиканский борец Дел Сол и Кун, копирующий приёмы Дюраля, босса из игр Virtua Fighter. Был запланирован американский релиз, но позже был отменен.

## Игровой процесс
Геймплей с первой части не изменился. Игрок должен выбить с помощью различных атак и определённых комбинаций у своего соперника очки жизни, чтобы победить.
Каждый персонаж носит спортивные доспехи или броню, которая может быть разрушена противником.